# ボナヴェンチャー (空母)
ボナヴェンチャー (HMCS Bonaventure, CVL-22) は、カナダ海軍の航空母艦。元はイギリス海軍のマジェスティック級航空母艦、パワフル (HMS Powerful, R95) であった。

## 艦歴
パワフルは1943年11月21日にベルファストのハーランド・アンド・ウルフ社で起工し、1945年2月27日に進水した。第二次世界大戦の終了に伴い工事は中断され、カナダによって購入されるまで再開されなかった。
1950年代初めに、老朽化してジェット機運用には適さないマグニフィセント (HMCS Magnificent) 、ウォリアー (HMCS Warrior) の代替艦としてカナダ海軍が取得した。カナダ海軍は何隻かのアメリカ海軍およびイギリス海軍空母の取得を考えたが、その後未成状態にあったパワフルを1952年に購入し、パワフルはアングルド・フライトデッキと蒸気カタパルトが装備されて完成した。
パワフルはセントローレンス湾に浮かぶ小鳥の楽園、ボナヴェンチャー島に因みボナヴェンチャーと改名され、近代化改修完了後の1957年1月17日にカナダ海軍で就役した。「ボニー」の愛称で呼ばれたボナヴェンチャーは新たな旗艦となり、30機以上のF2H バンシー、S-2 トラッカー、HO4Sが運用された。
飛行甲板の改修にもかかわらず、バンシーでボナヴェンチャーに着艦するのはその甲板の短さから至難の業であった。広い翼を持つトラッカーにはさらに困難であった。これらの困難にもかかわらず、乗組員の献身と努力により、ボナヴェンチャーは1958年まで、200平方マイルの空域で対潜哨戒機と共に4機のトラッカーと2機のHO4Sを昼夜兼行で運用し続けた。これにより、カナダ海軍は当時アメリカ海軍以外で昼夜兼行の作戦活動を行える唯一の海軍となった。
バンシーは1962年に全機退役し、1964年には新たにシーキングが運用機として加えられた。1966年にボナヴェンチャーはケベックでドック入りし、この改修には18ヶ月の期間と1,100万ドルの費用が費やされた。
1968年のカナダ統合軍の発足後、ボナヴェンチャーは1970年7月3日にハリファックスで退役し、1971年に台湾でスクラップとして廃棄された。